# Конфликт вокруг ферм Шебаа
Конфликт вокруг ферм Шебаа — пограничный конфликт между Израилем с одной стороны и ливанской группировкой Хезболла с другой.
Организация «Хезболла» утверждает, что Фермы Шебаа являются ливанской территорией, и соответственно, израильские войска оттуда должны быть выведены. Израиль считает, что этот район принадлежал Сирии, а не Ливану, был захвачен в ходе войны 1967 года у Сирии и аннексирован в составе присоединённой к Израилю части Голанских высот.

## Ход событий
2000
- 7 октября — Хезболла начала трансграничный рейд. Трое солдат ЦАХАЛА были убиты, а их тела захвачены. Впоследствии пять человек были ранены в результате обстрела израильской артиллерии.
- 26 ноября — во время выполнения силами ЦАХАЛА миссии по открытию дороги был взорван заряд взрывчатки. Один солдат был убит и двое ранены.

2001
- 31 января — шесть мин по израильскому аванпосту недалеко от ливанской границы были выпущены миномётные мины, жертв нет.
- 16 февраля — противотанковый обстрел по автоколонне ЦАХАЛА был открыт огонь. Один солдат был убит и трое ранены. Израиль ответил авиаударами по целям на Юге Ливана.
- 14 апреля — по танку ЦАХАЛА была выпущена противотанковая ракета, в результате чего погиб солдат израильской армии. В ответ израильская авиация разбомбила сирийскую радиолокационную станцию в Ливане, в результате чего погиб сирийский солдат и ещё четверо получили ранения[1][2].
- 29 июня — Боевики Хезболлы обстреляли позиции ЦАХАЛА противотанковыми ракетами и миномётными снарядами, ранив двух солдат.

2002
- 12 марта — Хезболла в результате обстрела погибли шесть израильских мирных жителей, включая офицера ЦАХАЛА, находившегося вне службы[3].
- 29 августа — один солдат ЦАХАЛА был убит и двое солдат получили ранения в результате ракетного обстрела.
- В декабре — Израильская авиация нанесла многочисленные авиаудары по всему Ливану. Помимо ударов по дорогам, мостам и складам боеприпасов, они также разбомбили несколько электростанций и трансформаторных подстанций по всему Ливану, оставив в живых большую часть Бейрута и его пригороды, населенные пункты в районе Шуф, Баальбек и Бинт-Джбейль остались без электричества. Тем временем ракетный обстрел Хезболлы обрушился на Кирьят-Шмона, в результате чего погибли двое израильских мирных жителей[4].

2003
- 7 мая — Хезболла атаковала позиции ЦАХАЛА на фермах Шебаа ракетами, миномётами и стрелковым оружием, убив солдата и ранив пятерых.
- 20 июля — снайперы Хезболлы убили двух солдат ЦАХАЛА на пограничном посту. ЦАХАЛ открыл ответный огонь из танка по позиции Хезболлы, убив одного террориста ВВС США совершили несколько полетов над Ливаном, два из которых вызвали мощные звуковые удары над Бейрутом.
- 2 августа — член Хезболлы Али Хусейн Салех был убит в результате взрыва заминированного автомобиля в Бейруте, предположительно израильской разведкой[5].
- 3 августа — боевики Хезболлы обстреляли ракетами и миномётами три израильские военные позиции на фермах Шебаа. Израиль нанес ответный авиаудар.
- 10 августа — Израильский подросток был убит, а четверо мирных жителей ранены осколками зенитного снаряда «Хезболлы», выпущенного по северу Израиля.
- 6 октября — один израильский солдат был убит в результате обстрела террористами их хезболлы. Противотанковые управляемые ракеты хезболлы и кроме того, обстрелу подверглись позиции Армии обороны Израиля.

2004
- 19 января — израильский солдат был убит, а другой тяжело ранен после того, как противотанковая ракета Хезболлы попала в бронированный бульдозер АОИ, который въехал в Ливан для обезвреживания взрывчатки.
- 20 января — Израиль разбомбил две базы Хезболлы в долине Бекаа, в результате чего погибло неизвестное количество человек[6].
- 7 мая — огонь хезболлы убил одного израильского солдата и тяжело ранил двух других. После этого Израиль и «хезболла» обстреляли друг друга через границу[7].

2005
- 9 января — в результате взрыва придорожной бомбы[что?] на севере Израиля погиб один солдат. Израиль ответил обстрелом, в ходе которого французский офицер, служивший в составе ЮНИФИЛ, был убит, а шведский офицер и ливанский гражданский получили ранения[8].
- 29 июня — после того, как израильский солдат был убит и четверо ранены в результате миномётного обстрела Хезболлы, израильские военные самолёты и артиллерия нанесли удары по хезболле на юге Ливана[9].
- 28 декабря — после ракетного обстрела из Ливана северной части Израиля израильские военные самолёты разбомбили базу партизан к югу от Бейрута.

2006
- 27 мая — в ходе того, что было описано как самое интенсивное столкновение с момента вывода израильских войск в 2000 году, «Хезболла» выпустила ракеты по северу Израиля, ранив солдата. Израиль ответил авиаударами, в результате которых погибли два бойца Хезболлы. Атака Хезболлы, возможно, была местью за убийство Махмуда аль-Маджзуба[10].
- 12 июля — был окончен пограничный конфликт.

## Итог
Окончание пограничного конфликта привело к началу Второй ливанской войны.

## Международная реакция
После второй ливанской войны, резолюция 1701 Совета Безопасности ООН призвала к разграничению международных границ Ливана, особенно в тех районах, где граница оспаривается или неопределенна, в том числе в районе ферм Шебаа.